# Liste der Baudenkmale in Seevetal
In der Liste der Baudenkmale in Seevetal sind alle Baudenkmale der niedersächsischen Gemeinde Seevetal aufgelistet. Die Quelle der Baudenkmale ist der Denkmalatlas Niedersachsen. Der Stand der Liste ist der 30. September 2021.

## Allgemeines
In den Spalten befinden sich folgende Informationen:
- Lage: die Adresse des Baudenkmales und die geographischen Koordinaten. Kartenansicht, um Koordinaten zu setzen. In der Kartenansicht sind Baudenkmale ohne Koordinaten mit einem roten Marker dargestellt und können in der Karte gesetzt werden. Baudenkmale ohne Bild sind mit einem blauen Marker gekennzeichnet, Baudenkmale mit Bild mit einem grünen Marker.
- Bezeichnung: Bezeichnung des Baudenkmales
- Beschreibung: die Beschreibung des Baudenkmales.
- ID: die Nummer des Baudenkmales
- Bild: ein Bild des Baudenkmales

## Bullenhausen
| Lage                                     | Bezeichnung              | Beschreibung    | ID       | Bild |
| ---------------------------------------- | ------------------------ | --------------- | -------- | ---- |
| Elbdeich 112 53° 27′ 19″ N, 10° 3′ 44″ O | Wohn-/Wirtschaftsgebäude |                 | 26959799 |      |
| Elbdeich 112 53° 27′ 19″ N, 10° 3′ 45″ O | Garten                   |                 | 26958520 |      |
| Elbdeich 174 53° 27′ 5″ N, 10° 4′ 14″ O  | Grenzstein               | Forstgrenzstein | 35359763 |      |

## Eddelsen
| Lage                                        | Bezeichnung | Beschreibung | ID       | Bild |
| ------------------------------------------- | ----------- | ------------ | -------- | ---- |
| Schüttenstieg 2 53° 23′ 11″ N, 9° 57′ 37″ O | Bauernhaus  |              | 26959784 | BW   |

## Emmelndorf
| Lage                                         | Bezeichnung    | Beschreibung | ID       | Bild |
| -------------------------------------------- | -------------- | ------------ | -------- | ---- |
| Bahnhofstraße 53 53° 23′ 53″ N, 9° 58′ 45″ O | Bauernhaus     |              | 26959769 | BW   |
| Bahnhofstraße 53° 23′ 52″ N, 9° 58′ 46″ O    | Kriegerdenkmal |              | 26959752 |      |

## Fleestedt
| Lage                                           | Bezeichnung | Beschreibung            | ID       | Bild |
| ---------------------------------------------- | ----------- | ----------------------- | -------- | ---- |
| Im Alten Dorf 11 a 53° 24′ 25″ N, 9° 59′ 37″ O | Scheune     | Längsdurchfahrtsscheune | 39579995 | BW   |

## Freschenhausen
| Lage                                       | Bezeichnung | Beschreibung | ID       | Bild |
| ------------------------------------------ | ----------- | ------------ | -------- | ---- |
| Freschenhausen 53° 22′ 28″ N, 10° 3′ 35″ O | Wohnhaus    |              | 26959721 | BW   |
| Freschenhausen 53° 22′ 28″ N, 10° 3′ 37″ O | Speicher    |              | 26959678 | BW   |
| Freschenhausen 53° 22′ 27″ N, 10° 3′ 38″ O | Wohnhaus    |              | 26959706 | BW   |
| Freschenhausen 53° 22′ 28″ N, 10° 3′ 39″ O | Scheune     |              | 26959692 | BW   |

## Glüsingen
| Lage                                   | Bezeichnung | Beschreibung | ID       | Bild |
| -------------------------------------- | ----------- | ------------ | -------- | ---- |
| Triftweg 4a 53° 24′ 29″ N, 10° 1′ 6″ O | Wohnhaus    |              | 26959638 |      |
| Triftweg 4a 53° 24′ 31″ N, 10° 1′ 5″ O | Torpfeiler  |              | 44874393 |      |

## Hittfeld
| Lage                                                 | Bezeichnung              | Beschreibung         | ID       | Bild           |
| ---------------------------------------------------- | ------------------------ | -------------------- | -------- | -------------- |
| Bahnhofstraße 24 53° 23′ 33″ N, 9° 59′ 2″ O          | Pflegeheim               |                      | 26959578 |                |
| Harburger Straße 1 53° 23′ 7″ N, 9° 58′ 39″ O        | Scheune                  |                      | 26959946 |                |
| Harburger Straße 2 53° 23′ 7″ N, 9° 58′ 41″ O        | Bauernhaus               |                      | 26959931 |                |
| Kirchstraße 7 53° 23′ 5″ N, 9° 58′ 49″ O             | Wohnhaus                 | Haus Altmann         | 26959457 |                |
| Kirchstraße 8 53° 23′ 3″ N, 9° 58′ 49″ O             | Wohnhaus                 |                      | 26959442 |                |
| Friedhofstraße 1 a 53° 23′ 4″ N, 9° 58′ 51″ O        | Wohnhaus                 |                      | 26959563 | BW             |
| Kirchstraße 23 53° 23′ 12″ N, 9° 58′ 54″ O           | Pfarrhaus                |                      | 26959847 |                |
| Bahnhofstraße 1 53° 23′ 13″ N, 9° 58′ 57″ O          | Wohn-/Wirtschaftsgebäude |                      | 26959886 |                |
| Bahnhofstraße 1 53° 23′ 13″ N, 9° 58′ 58″ O          | Scheune                  |                      | 26959901 |                |
| Hittfelder Schulstraße 11 53° 23′ 11″ N, 9° 59′ 4″ O | Schule                   |                      | 26959534 |                |
| Kirchstraße 53° 23′ 12″ N, 9° 58′ 57″ O              | Kirche                   | St.-Mauritius-Kirche | 26959503 | Weitere Bilder |
| Kirchstraße 53° 23′ 12″ N, 9° 58′ 57″ O              | Kirchhof                 |                      | 26959472 |                |
| Kirchstraße 53° 23′ 12″ N, 9° 58′ 58″ O              | Glockenturm              |                      | 26959487 |                |
| Kirchstraße 53° 23′ 12″ N, 9° 58′ 58″ O              | Gedenkstein              |                      | 26959832 |                |
| Mühlenstraße 13 53° 23′ 3″ N, 9° 59′ 3″ O            | Wohnhaus                 |                      | 26959519 |                |
| Weg zur Mühle 10 53° 22′ 54″ N, 9° 59′ 1″ O          | Windmühle                |                      | 26959411 | Weitere Bilder |
| Weg zur Mühle 53° 22′ 55″ N, 9° 59′ 2″ O             | Straße                   |                      | 26959289 |                |
| Henry-Henschen-Allee 1 53° 23′ 24″ N, 9° 59′ 27″ O   | Allee                    |                      | 46647375 |                |
| Lindhorster Straße 53° 22′ 58″ N, 9° 58′ 52″ O       | Friedhof                 |                      | 26959427 |                |
| Gustav-Becker-Straße 9 53° 24′ 13″ N, 9° 58′ 30″ O   | Empfangsgebäude          | Bahnhof Hittfeld     | 26959736 |                |
| Gustav-Becker-Straße 9 53° 24′ 13″ N, 9° 58′ 30″ O   | Güterschuppen            | Bahnhof Hittfeld     | 26958535 |                |

## Holtorfsloh
| Lage                                            | Bezeichnung             | Beschreibung | ID       | Bild |
| ----------------------------------------------- | ----------------------- | ------------ | -------- | ---- |
| 53° 19′ 49″ N, 10° 4′ 42″ O                     | Wasserversorgungsanlage |              | 26959860 | BW   |
| 53° 19′ 49″ N, 10° 4′ 42″ O                     | Windrad                 |              | 26958938 |      |
| Kastanienallee 12 A 53° 19′ 49″ N, 10° 4′ 34″ O | Häuslingshaus           |              | 26959396 |      |
| Kastanienallee 19 53° 19′ 46″ N, 10° 4′ 31″ O   | Schule                  |              | 26959381 |      |

## Horst
| Lage                                         | Bezeichnung | Beschreibung | ID       | Bild |
| -------------------------------------------- | ----------- | ------------ | -------- | ---- |
| Zur Wassermühle 4 53° 22′ 8″ N, 10° 1′ 31″ O | Wassermühle |              | 26959305 |      |

## Hörsten
| Lage                                      | Bezeichnung    | Beschreibung | ID       | Bild |
| ----------------------------------------- | -------------- | ------------ | -------- | ---- |
| Deichstraße 53° 24′ 40″ N, 10° 3′ 46″ O   | Kriegerdenkmal |              | 26959320 |      |
| Deichstraße 3 53° 24′ 43″ N, 10° 3′ 47″ O | Wohnhaus       |              | 26959366 |      |
| Deichstraße 3 53° 24′ 42″ N, 10° 3′ 50″ O | Scheune        |              | 26959352 |      |

## Karoxbostel
| Lage                                                  | Bezeichnung               | Beschreibung | ID       | Bild           |
| ----------------------------------------------------- | ------------------------- | ------------ | -------- | -------------- |
| Karoxbosteler Chaussee 51 53° 23′ 40″ N, 10° 0′ 24″ O | Sägegatter                |              | 41703913 |                |
| Karoxbosteler Chaussee 51 53° 23′ 40″ N, 10° 0′ 24″ O | Wohn-/ Wirtschaftsgebäude |              | 26959275 | Weitere Bilder |
| Karoxbosteler Chaussee 51 53° 23′ 40″ N, 10° 0′ 23″ O | Mühle                     |              | 26959261 |                |
| Karoxbosteler Chaussee 51 53° 23′ 40″ N, 10° 0′ 19″ O | Teich                     |              | 26959247 |                |

## Lindhorst
| Lage                                       | Bezeichnung    | Beschreibung | ID       | Bild |
| ------------------------------------------ | -------------- | ------------ | -------- | ---- |
| Ringstraße 53° 22′ 34″ N, 9° 59′ 23″ O     | Kriegerdenkmal |              | 26959170 |      |
| Ringstraße 10 53° 22′ 33″ N, 9° 59′ 20″ O  | Scheune        |              | 26959187 |      |
| Beckerstraße 4 53° 22′ 26″ N, 9° 59′ 20″ O | Bauernhaus     |              | 26959202 |      |

## Maschen
| Lage                                                    | Bezeichnung   | Beschreibung      | ID       | Bild |
| ------------------------------------------------------- | ------------- | ----------------- | -------- | ---- |
| Schulstraße 1 53° 23′ 30″ N, 10° 2′ 11″ O               | Scheune       |                   | 26959047 |      |
| Eichenallee 8 53° 23′ 30″ N, 10° 2′ 23″ O               | Bauernhaus    |                   | 26959124 |      |
| Eichenallee 10 a/b 53° 23′ 31″ N, 10° 2′ 26″ O          | Häuslingshaus |                   | 37074621 |      |
| Alte Straße 8 53° 23′ 34″ N, 10° 2′ 22″ O               | Scheune       | Durchfahrtscheune | 26959139 | BW   |
| Maschener Schützenstraße 8 53° 23′ 37″ N, 10° 2′ 38″ O  | Speicher      |                   | 26959095 |      |
| Maschener Schützenstraße 8 53° 23′ 36″ N, 10° 2′ 40″ O  | Wohnhaus      |                   | 26959109 |      |
| Maschener Schützenstraße 10 53° 23′ 35″ N, 10° 2′ 43″ O | Scheune       |                   | 26959079 |      |

## Meckelfeld
| Lage                                                         | Bezeichnung | Beschreibung       | ID       | Bild |
| ------------------------------------------------------------ | ----------- | ------------------ | -------- | ---- |
| Am Schulteich 8 -10 53° 25′ 21″ N, 10° 1′ 11″ O              | Bauernhaus  |                    | 26959016 |      |
| südlich Höpenstraße (Waldquelle) 53° 25′ 12″ N, 9° 59′ 48″ O | Gedenkstein | Förstergedenkstein | 26959002 |      |

## Metzendorf
| Lage                                               | Bezeichnung | Beschreibung       | ID       | Bild |
| -------------------------------------------------- | ----------- | ------------------ | -------- | ---- |
| Metzendorfer Straße 50 53° 24′ 14″ N, 9° 57′ 20″ O | Bauernhaus  |                    | 26958986 |      |
| Metzendorfer Straße 50 53° 24′ 17″ N, 9° 57′ 20″ O | Teich       | Förstergedenkstein | 26958956 | BW   |

## Over
| Lage                                       | Bezeichnung    | Beschreibung | ID       | Bild |
| ------------------------------------------ | -------------- | ------------ | -------- | ---- |
| Alter Elbdeich 53° 26′ 27″ N, 10° 4′ 59″ O | Kriegerdenkmal |              | 26958860 |      |
| Overdeich 12 53° 26′ 1″ N, 10° 5′ 49″ O    | Wohnhaus       |              | 26958814 |      |
| Overdamm 25 53° 25′ 57″ N, 10° 5′ 35″ O    | Schule         |              | 26958830 |      |

## Ramelsloh
| Lage                                               | Bezeichnung    | Beschreibung                              | ID       | Bild           |
| -------------------------------------------------- | -------------- | ----------------------------------------- | -------- | -------------- |
| Horster Landstraße 250 53° 20′ 38″ N, 10° 1′ 38″ O | Wohnhaus       |                                           | 26958720 |                |
| Hinter den Höfen 21 53° 20′ 39″ N, 10° 1′ 24″ O    | Häuslingshaus  |                                           | 26958735 |                |
| Am Domplatz 8a 53° 20′ 37″ N, 10° 1′ 16″ O         | Wohnhaus       |                                           | 26958750 |                |
| Am Domplatz 3 53° 20′ 35″ N, 10° 1′ 21″ O          | Kriegerdenkmal |                                           | 26958691 |                |
| Am Domplatz 53° 20′ 34″ N, 10° 1′ 17″ O            | Kirche         | Stiftskirche St. Sixtus und St. Sinnitius | 26958782 | Weitere Bilder |
| Am Domplatz 53° 20′ 34″ N, 10° 1′ 14″ O            | Glockenturm    |                                           | 26958766 |                |

## Weide
| Lage                                    | Bezeichnung | Beschreibung | ID       | Bild |
| --------------------------------------- | ----------- | ------------ | -------- | ---- |
| Weiderweg 25 53° 25′ 3″ N, 9° 58′ 14″ O | Scheune     |              | 26958661 | BW   |

## Woxdorf
| Lage                                              | Bezeichnung   | Beschreibung | ID       | Bild |
| ------------------------------------------------- | ------------- | ------------ | -------- | ---- |
| Beckedorfer Straße 94 53° 24′ 41″ N, 9° 57′ 32″ O | Häuslingshaus |              | 26958676 |      |